# WordReference.com
WordReference es un diccionario gratuito alojado en línea para traducir varios pares de lenguas, entre las que se encuentran alemán, árabe, coreano, checo, chino, español, francés, griego, inglés, italiano, holandés, islandés, japonés, polaco, portugués, rumano, ruso, sueco, turco,  
También ofrece otros diccionarios como monolingües, de sinónimos o de conjugaciones de algunas lenguas europeas, como catalán, español, francés, inglés e italiano.
Para casos concretos de gramática, de uso de ciertas palabras o el significado de expresiones, los foros son una herramienta disponible donde los miembros preguntan y resuelven las dudas muy rapido.

## Historia
El diccionario se creó en 1999 con la intención de crear diccionarios bilingües en línea gratuitos. Lo ideó Michael Kellog, Con el tiempo se ha convertido en una herramienta idiomática que cubre desde diccionarios a traductores, buscador de sinónimos, conjugaciones, gramática, y mucho más.

## Diccionarios
Los diccionarios traducen palabras y expresiones de varios pares de lenguas, entre las que se encuentran alemán, árabe, coreano, checo, chino, español, francés, griego, inglés, italiano, holandés, islandés, japonés, polaco, portugués, rumano, ruso, sueco y turco. Por ejemplo, la lengua española se puede traducir al alemán, francés, inglés y portugués. 
Además, ofrece una larga lista de diccionarios virtuales que amplían las posibilidades de búsqueda.
Junto a los diccionarios de traducción, están los monolingües (español, inglés e italiano), los de sinónimos (español, inglés) y de conjugaciones (español, francés, inglés e italiano). 

## Datos
Según Alexa.com, esta página es uno de los 500 sitios web más visitados en todo el mundo, sobre todo por (según el tráfico): Chile, España, Francia, México, Estados Unidos, Venezuela, Perú, Italia, Argentina, Colombia, República Dominicana, Ecuador, Canadá, El Salvador, Costa Rica, Guatemala, Paraguay, Puerto Rico, Uruguay, China, Panamá, Bélgica, Brasil, Marruecos y Argelia. Según West Vancouver Memorial Library «WordReference ha sido durante mucho tiempo el santo grial de los diccionarios gratuitos y en línea de idiomas». Y suele estar entre las 100 sitios más visitados en España, Francia, Italia y muchos países de América Latina. En concreto, en España ocupa el puesto 36, como web más popular (en 2019).

## Foros de WordReference
El sitio web también consta de una sección de foros, en la cual se puede responder y preguntar en materia de vocabulario y gramática. Esta sección está formada por casi 4 millones de entradas (temas que abarcan desde la más simple traducción hasta el más complejo asunto de sintaxis y morfología), con un acervo superior a los 20 millones de mensajes, e integrado por más de 800 000 usuarios (en julio de 2024).
El creador de la página, Michael Kellogg, afirma que los foros funcionan de modo opuesto a la Real Academia de la Lengua, entidad que dice cómo usar (bien o no) una palabra, mientras que los foros describen su uso en el mundo real, independientemente de que su uso sea correcto o no.
Los foros atienden a cuestiones relacionadas con 43 lenguas: albanés, alemán, árabe, arameo, azerí, bosnio, búlgaro, catalán, checo, chino, coreano, croata, darí, eslovaco, esloveno, español, euskera, finlandés, francés, griego, hebreo, hindú, holandés, húngaro, inglés, islandés, italiano, japonés, latín, noruego, persa, polaco, portugués, punyabí, rumano, ruso, serbio, sirio, sueco, turco, ucraniano, urdu y yidis. A pesar de la variedad, también ofrece glosarios multilingüísticos y foros culturales.

## WordReference App
WordReference también está disponible en versión app tanto para iOS como para Android de forma gratuita. Esto permite a los usuarios de móvil un acceso más directo y con una mejor interfaz gráfica que con la versión web para móvil

## Críticas
Los foros de WordReference reciben duras críticas de muchos usuarios, debido a las reglas impuestas por el administrador y creador de WordReference, Michael Kellog, mediante las cuales no es tan fácil eliminar cuentas dentro del sitio, con el argumento (véase el punto número 5 de sus reglas) de que "la mayoría de la gente que pide que se eliminen sus mensajes lo piden porque han hecho trampa con su tarea y no quieren que los descubran."